# ساختمان وزارت کشور
ساختمان وزارت کشور که میزبان وزارت کشور ایران است با معماری یگانه خود در خیابان فاطمی شهر تهران جای گرفته‌است.

## پیشینه
کلنگ این ساختمان در میدان ایران نوین (میدان دکتر فاطمی کنونی) برای جایگیری سازمان ستاد مرکزی حزب ایران نوین (۲۴ آذر ۱۳۴۲–۱۱ اسفند ۱۳۵۳) به زمین زده شد. ساخت این ساختمان اما تا هنگام انحلال حزب ایران نوین به انجام نرسید. پس از بنیاد نهادن حزب رستاخیز بنا بر آن شده بود که ستاد مرکزی این حزب نوبنیاد در آن قرار گیرد. اما این ساختمان تا پایان فعالیت حزب رستاخیز (۸ مهر ۱۳۵۷) نیز آماده بهره‌برداری نشد.
بدین‌سان، نه حزب ایران نوین و نه حزب رستاخیز، هیچ‌یک نتوانستند از این ساختمان بهره ببرند و پس از انقلاب ایران، با ابلاغیه‌ای از سوی مهدی بازرگان نخست‌وزیر دولت موقت تحویل شهرداری تهران داده شد. در نامه بازرگان به تاریخ ۱۵ فروردین ماه ۱۳۵۸ آمده بود: «هیئت وزیران دولت موقت انقلاب اسلامی در جلسه مورخ ۲۶ اسفند ۵۷ بنا به پیشنهاد وزارت کشور تصویب نمودند ساختمان حزب سابق رستاخیز واقع در میدان ایران نوین به شهرداری تهران واگذار گردد.» به این ترتیب شهرداری تهران با همه معاونت‌ها و ادارات کل‌اش از خیابان ایرانشهر به این ساختمان جابجا و متمرکز شد. اما این پایان کار نبود و در پایان سال ۱۳۵۹ علی اکبر ناطق نوری وزیر وقت کشور اظهار تمایل کرد که ساختمان وزارت کشور از خیابان بهشت به ساختمان فاطمی انتقال پیدا کند. و در حالی که وزارت کشور آن زمان بیش از ۵۰۰ کارمند نداشت، به این ساختمان منتقل شد و شهرداری با ۵ هزار کارمند ستادی به ساختمان پیشین وزارت کشور در خیابان بهشت جابجا شد.

## معماری

### ویژگی‌های فنی
مشاور طراحی این ساختمان روح‌الله نیک خصال و ایرج پروین بوده‌اند. آمیزه‌ای از حجم‌های مکعب مستطیل با بلنداهای گوناگون و بدنه‌هایی از بتن نمایان و آجر که بازشوهایی با تناسبات افقی در آن جای گرفته‌است، کالبد ساختمان اصلی را پیکره‌بندی می‌کنند. ساخت بنا از سال ۱۳۵۰ و با کاربری اداری آغاز شد. مساحت زمین طرح ۱۹۵۰۰ متر مربع و زیربنای مجموعه ۳۳۰۰۰ متر مربع است که در چهار بلوک (دو بلوک اصلی و دو بلوک فرعی) قرار گرفته‌است. شمار طبقه‌های این ساختمان از ۱۱ طبقه در یک بلوک تا ۲۱ طبقه در بلوکی دیگر متغیر است. سازه بنا اسکلت بتنی است. ساختار سخت، سنگین، خشن و استوار بتن نمایان، همراه با گرمای مصالح آجری، آمیزه‌ای از عناصر همستیز را پدیدار کرده‌است. بخش‌بندی ریز حجم‌ها و نماها و یکدست نبودن آنها، بر عظمت‌گرایی ساختمان افزوده است. فاصله گرفتن از ضلع جنوبی و رعایت حریم گذرگاه‌های کناری، باعث شده که ساختمان بهتر دیده شود.

### خرده‌گیری‌ها
هفته‌نامه «خواندنیها» در نقدی در آستانه برچینش حزب رستاخیز در مهرماه ۱۳۵۷ دربارهٔ این ساختمان نوشته بود:
«ساختمان عظیم و بی‌نظیر حزب رستاخیز واقع در خیابان ایران نوین، آخرین مراحل احداث خود را طی می‌کند. ... این ساختمان که اول برای (حزب) ایران نوین برپا می‌شد در یازدهم اسفند پنجاه و سه تحویل حزب جدیدالولاده رستاخیز شد و برای اینکه قدرت حزب را به رخ بکشند بر عظمت و جلال و جبروت این طرح افزودند و از جمله برای دبیرکل اتاقی ساختند که اتاق نخست‌وزیر در کاخ نخست‌وزیری در برابر آن به صورت اتاق یک کارمند معمولی دولت جلوه می‌کند. سالن‌های متعدد به گنجایش چند هزار نفر... اتاق‌های بزرگ و کوچک که بیشتر آن‌ها اختصاصی بوده... سالن‌های کوچک برای تشکیل کنفرانس‌ها، رستوران بزرگ به گنجایش دو هزار نفر با آشپزخانه مجهز و دیگر وسایل راحتی و رفاهی که در این ساختمان آسمانخراش مانند فراهم شده، آن را به صورت یک کاخ به تمام معنی برای زندگی راحت و تمدد اعصاب نمودن و در ضمن سیاست بازی کردن درآورده است. چون مخارج احداث این ساختمان را دولت پرداخت نموده بنابراین در مالکیت دولت قرار خواهد داشت، اما هیچ تصمیمی در نحوه استفاده از این ساختمان که تنها پارکینگ آن گنجایش ۴۰۰۰ اتومبیل را دارد اتخاذ نشده و البته به هیچ درد وزارتخانه‌ای نمی‌خورد، چون اتاق‌ها و سالن‌ها و سرسراها به صورتی است که نمی‌توان از آن‌ها برای دائر کردن یک وزارتخانه استفاده نمود. حتی برای بیمارستان هم مناسب نیست و برای دانشگاه هم تناسبی ندارد... ضمناً نمی‌توان در داخل این ساختمان دست به تغییراتی زد و این کار میلیون‌ها خرج برمی‌دارد.»

در همان یادداشت نیز آورده بود:
«این خانه به اجاره داده می‌شود (ساختمان بی‌قواره و بدون مصرف حزب رستاخیز که به‌درد هیچ کار حتی خراب کردن هم نمی‌خورد!.»